# CLYBL
CLYBL (англ. Citrate lyase beta like) — білок, який кодується однойменним геном, розташованим у людей на 13-й хромосомі. Довжина поліпептидного ланцюга білка становить 340 амінокислот, а молекулярна маса — 37 359.
| 10         |  | 20         |  | 30         |  | 40         |  | 50         |
| ---------- |  | ---------- |  | ---------- |  | ---------- |  | ---------- |
| MALRLLRRAA |  | RGAAAAALLR |  | LKASLAADIP |  | RLGYSSSSHH |  | KYIPRRAVLY |
| VPGNDEKKIK |  | KIPSLNVDCA |  | VLDCEDGVAA |  | NKKNEARLRI |  | VKTLEDIDLG |
| PTEKCVRVNS |  | VSSGLAEEDL |  | ETLLQSRVLP |  | SSLMLPKVES |  | PEEIQWFADK |
| FSFHLKGRKL |  | EQPMNLIPFV |  | ETAMGLLNFK |  | AVCEETLKVG |  | PQVGLFLDAV |
| VFGGEDFRAS |  | IGATSSKETL |  | DILYARQKIV |  | VIAKAFGLQA |  | IDLVYIDFRD |
| GAGLLRQSRE |  | GAAMGFTGKQ |  | VIHPNQIAVV |  | QEQFSPSPEK |  | IKWAEELIAA |
| FKEHQQLGKG |  | AFTFQGSMID |  | MPLLKQAQNT |  | VTLATSIKEK |  |            |

A: Аланін

C: Цистеїн

D: Аспарагінова кислота

E: Глутамінова кислота

F: Фенілаланін

G: Гліцин

H: Гістидин

I: Ізолейцин

K: Лізин

L: Лейцин

M: Метіонін

N: Аспарагін

P: Пролін

Q: Глутамін

R: Аргінін

S: Серин

T: Треонін

V: Валін

W: Триптофан

Кодований геном білок за функцією належить до трансфераз. 
Залучений у таких біологічних процесах, як ацетилювання, альтернативний сплайсинг. 
Білок має сайт для зв'язування з іонами металів, іоном магнію. 
Локалізований у мітохондрії.